# ماروین لوبک
ماروین لوبک (انگلیسی: Marvin Loback؛ ‏ ۲۱ نوامبر ۱۸۹۶ – ۱۸ اوت ۱۹۳۸) بازیگر اهل ایالات متحده آمریکا بود.
از فیلم‌ها یا برنامه‌های تلویزیونی که وی در آن نقش داشته‌است می‌توان به همرنگ جماعت شو، قهرمان یک شهر کوچک، اخراج‌شده، اسمیتی، جویندگان طلا و بال‌های سپید اشاره کرد.